# Drapelul Abhaziei

Steagul Abhaziei

Drapelul Abhaziei este alcătuit din alb și verde, iar în stânga sus, pe fond roșu, o mână și șapte stele albe. Abhazia este o republică autonomă în Georgia, autoproclamată independentă în 1991, în același an V. Gamgia creează Steagul Abhaziei.

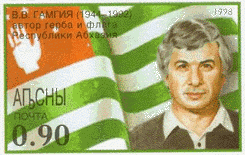
V. Gamgia este creatorul Steagului Abhaziei

Steagul Georgiei

Republică Autonomă Abhazia nu folosește un steag propriu, ci steagul Georgiei.